# 심일관
심일관(沈一貫, 1531년 ~ 1615년)은 중국 명나라의 정치인, 관료, 학자이다. 절강성(浙江省) 은현(鄞縣, 지금의 저장성 닝보) 출신이다. 자는 견오(肩吾) , 호는 용강(龍江) 혹은 교문(蛟門), 시호는 문공(文恭)이다.

## 생애
1568년(융경 2년)에 진사(進士)가 되었다. 사관(史館)과 이부시랑(吏部侍郞)을 거쳐, 1594년(만력 22년) 예부상서(禮部尙書)로 입조하여, 동각대학사(東閣大學士)가 되어 기무(機務)에 참여하였다.
그 뒤, 호부상서(戶部尙書), 무영전대학사(武英殿太學士), 이부상서(吏部尙書), 건극전대학사(建極殿大學士) 등을 거쳐, 1601년(만력 29년) 내각을 총괄하는 내각대학사수보(內閣大學士首輔)가 되었다.
임진왜란 때, 명군의 조선 파병을 적극 건의하여 성사시켰다.
반동림당(反東林黨)의 영수로서 동림당 예부상서 심리(沈鯉)와 불화하여 그를 탄핵하다가, 1606년(만력 34년) 심리와 함께 파직되었다.
사장(詞章)에 능했다.

## 평가
명나라 절강(浙江) 은현(鄞縣) 사람. 자는 견오(肩吾), 호는 용강(龍江)이며, 시호는 문공(文恭)이다. 융경(隆慶) 2년(1568) 진사(進士)가 되었다. 사관(史館)으로 있으면서 장거정(張居正)에게 붙으려 하지 않아 고결한 지조가 천하에 알려졌다. 만력(萬曆) 22년(1594) 남경예부상서(南京禮部尙書)로 입조하여 동각대학사(東閣大學士)가 되어 기무(機務)에 참여했다. 1601년에 수보(首輔) 조지고(趙志皐)가 죽자 마침내 수보가 되었다. 태자를 세우거나 광세사(礦稅使)에 대해 간하는 등 민심을 잘 반영했다.

초종(楚宗)과 요서(妖書), 경찰(京察) 등 세 가지 일에 반대하는 등 취하는 태도가 청의(淸議)와는 자못 어긋났다. 또 동료 심리(沈鯉)와 불화하여 그를 제지하여 떠나게 하려고 했다. 34년(1606) 심리와 함께 파직되었다. 13년 동안 정치를 보좌하면서 5년 동안 국정을 담당했는데, 호부상서(戶部尙書)와 무영전대학사(武英殿太學士), 건극전대학사(建極殿大學士) 등을 지냈다. 시호는 문공(文恭)이다. 사장(詞章)에도 능했다. 저서에 『역학(易學)』과 『장자통(莊子通)』, 『경사굉사(經史宏辭)』, 『경정초(敬亭草)』, 『오월유고(吳越遊稿)』 등이 있다.— 중국역대인명사전 심일관 [沈一貫]

## 저서
- 《역학(易學)》
- 《장자통(莊子通)》
- 《경사굉사(經史宏辭)》
- 《경정초(敬亭草)》
- 《오월유고(吳越遊稿)》

## 같이 보기
- 만력제 (萬曆帝)
- 장거정 (張居正)
- 조지고 (趙志臯)
- 심유경 (沈惟敬)
- 동림당 (東林黨)
- 요서안
- 제1차 요서안
- 제2차 요서안
- 제초절당 (齊楚浙黨)
- 심일관내각

## 참조
- 명사

| 전 임 조지고(趙志皐) | 제55대 명나라 내각대학사 수보 1601년 ~ 1606년 | 후 임 주갱(朱賡) |